# Półdziobek smukły
Półdziobek smukły (Hemirhamphodon pogonognathus) – gatunek żyworodnej ryby z rodziny Zenarchopteridae. Bywa hodowany w akwariach.

## Występowanie
Półdziobek smukły żyje w  wodach Tajlandii, Malezji, Indonezji oraz Singapuru.

## Warunki w akwarium
| Zalecane warunki w akwarium | Zalecane warunki w akwarium                                                                  |
| --------------------------- | -------------------------------------------------------------------------------------------- |
| Zbiornik                    |                                                                                              |
| Temperatura wody            | 22–28 °C                                                                                     |
| Twardość wody               | 1–12°n                                                                                       |
| Skala pH                    | 5–7                                                                                          |
| pokarm                      | owady pobierane z powierzchni wody unoszący się na powierzchni wody, żywy albo liofilizowany |

## Wymagania hodowlane
Boki akwarium powinny być obrośnięte roślinami, a górna i środkowa część zbiornika powinna być wolną przestrzenią do swobodnego pływania.